# Сартана
Сартана (укр. Сартана, рус. Сартана) насеље је у Украјини у Доњецкој области. Према процени из 2019. у насељу је живело 10.350 становника. Административно припада Калмијуском окружном већу Маријупоља.

## Историја
Место су 1780. основали Урумски Грци, које је руска влада преселила из истоименог села на планинском Криму. Године 1824 (или 1825) подигнута је камена црква у Сартани у част великомученика Георгија.
Од 1825. до 1831. године у месту је радила Маријупољска богословска школа.
Године 1935. у Сартани је основан грчки фолклорни ансамбл песама и игара „Сартански самоцвети“, водећа грчка група Приазовља и Украјине. Године 1936. ансамбл је заузео прво место на Свесавезној смотри група националних мањина у Москви. Од 1938. године је насеље градског типа.
Декретом Стаљинског обласног извршног комитета од 15. августа 1945. село Сартана је преименовано у село Приморскоје. Од 1946. године, указом ПВС Украјинске ССР, село Сартана је званично преименовано у Приморскоје.
Дана 15. јуна 1992. године, Приморскоје је преименовано, претходно име Сартана је враћено. Године 2005. подигнут је нови храм Светог Георгија Победоносца.
Године 2014. и 2015, током оружаног сукоба на истоку Украјине, место је страдало у ратним дејствима.
Дана 1. марта 2022. године, Сартана је прешла под контролу снага Народне милиције Доњецке Народне Републике.

## Становништво
Према процени, у насељу је 2019. живело 10.350 становника.
| 1970. | 1979.  | 1989.  | 2001.  | 2014.  |
| ----- | ------ | ------ | ------ | ------ |
| 8.823 | 10.031 | 10.791 | 10.950 | 10.779 |